# Amir Gasemi Nejad
Amir Gasemi Nejad (11 de septiembre de 1985) es un deportista iraní que compitió en judo. Ganó tres medallas de bronce en el Campeonato Asiático de Judo entre los años 2011 y 2013.

## Palmarés internacional
| Campeonato Asiático | Campeonato Asiático  | Campeonato Asiático | Campeonato Asiático |
| Año                 | Lugar                | Medalla             | Categoría           |
| ------------------- | -------------------- | ------------------- | ------------------- |
| 2011                | Abu Dabi (EAU)       | Medalla de bronce   | –81 kg              |
| 2012                | Taskent (Uzbekistán) | Medalla de bronce   | –81 kg              |
| 2013                | Bangkok (Tailandia)  | Medalla de bronce   | –81 kg              |